# Hypagoga apicalis
Hypagoga apicalis är en tvåvingeart som först beskrevs av Ignaz Rudolph Schiner 1868.  Hypagoga apicalis ingår i släktet Hypagoga och familjen lövflugor.
Artens utbredningsområde är Venezuela. Inga underarter finns listade i Catalogue of Life.